# New York Light Foot Militia
La Nueva York Light Foot Militia (NYLFM) es una milicia fundada por George Curbelo en 2015, formando parte del movimiento de milicias, oriunda del Estado de Nueva York  y compuesta por ciudadanos estadounidenses sin tener algún prejuicio en el sexo, edad, afiliación política o religiosa, a quienes entrenan juntos en maniobras militares con armas de fuego, uso de sistemas radiofónicos, la preparación de  una mochila de emergencia, primeros auxilios, formación paramilitar, y habilidades de Supervivencia.

## Actividades
En 2017, el líder George Curbelo, quien vive en Condado de Delaware, mencionó que el grupo tiene alrededor de 250 miembros quienes entrenan mensuales en tareas de reconocimiento, prácticas de tiro y navegación. Curbelo dice que el grupo no apoya la "supremacía blanca" y dice que el grupo incluye a militantes de diversas etnias y religiones.
En junio de 2017, los miembros del grupo estuvieron presentes en una llamada "Marcha contra la Sharia" protestando delante del Edificio Federal en Syracuse, Nueva York. El acontecimiento atrajo a un grupo más grande de contra-manifestantes. El grupo declaró que "no apoyaron a ninguno de los lados, pero estaban allí para asegurarse de que todas las partes pudieran expresar su "derecho a la Primera Enmienda"
En agosto  de 2017, miembros del NYLFM, junto con milicianos de varios otros estados, estuvieron presentes durante la polémica manifestación Unite the Right, una marcha organizada por leales a Trump y ultraderechistas en la ciudad de Charlottesville, Virginia. El grupo llevó rifles a la marcha. A pesar de que los grupos eran inicialmente invitados por los organizadores nacionalistas blancos, los miembros de la milicia dijeron que llegaron "en un plan neutro". El líder George Curbelo criticó al Departamento de Policía de Charlottesville por fallar en separar a ambos manifestantes durante los disturbios. La Revista Mother Jones informó que "un grupo de miembros de milicia del Estado de Nueva York, llevando chalecos antibalas y camuflajes desérticos, jugaron un rol más activo en incitar enfrentamientos entre manifestantes" según mencionaron algunos oficiales.
En octubre de 2017, la NYLFM fue nombrada como uno de los acusados durante el juicio presentado por la facultad de leyes de la Universidad de Georgetown durante el juicio de "Defensa y Protección Constitucional" realizada en nombre de la Ciudad de Charlottesville, negocios y asociaciones vecinales. La demanda alega "que la presencia de los milicianos aumenta significativamente la posibilidad de violencia, los organizadores que solicitaron realizar la marcha milicias privadas para atender el rally, realizó llamadas de planificación de todo el grupo y circuló un documento instructivo llamado Órdenes Generales." Los grupos de milicia dijeron que no condonaron violencia y en cambio pretendieron evitar conflictos, pero que en Charlottesville estaban "tan superados, que la única cosa 1ue podríamos hacer era levantar personas del piso" y actuaron como "una fuerza pacificadora neutra". El NYLFM condenó a los supremacistas en Charlottesville, y se comprometieron con un decreto para no regresar a la ciudad.
En septiembre de 2017, alrededor de dos docenas de miembros del NYLFM, junto con otros 200 miembros del movimiento de milicias, estuvieron presentes en la Madre de Todos los Rallies, celebrada en apoyo del presidente Donald Trump en el National Mall en Washington D.C.. El grupo no portaba armas en este evento porque no están permitidas en el National Mall. Durante el evento, el grupo rompió "escaramuzas verbales" entre los asistentes y los contramanifestantes, y formó un "perímetro protector alrededor de los agentes de policía". En mayo de 2018, el NYLFM participó en una reunión nacional de la organización coordinadora del movimiento patriota National Constitutional Citizens of Patriotic Americans (NCCPA), una organización nacionalista a nivel global. Los miembros participaron  en una marcha sobre derechos a la libre portación de armas, convocada por laLiga de Defensa de Civiles de Virginia en Richmond, Virginia en enero de 2020.